# オヤケアカハチ
オヤケアカハチ（遠弥計赤蜂、於屋計赤蜂）は、沖縄県の石垣島の大浜村（現在の石垣市大浜）を根拠地とした15世紀末の豪族の首領である。
アカハチの別名としては諸説あるが、堀川原赤蜂、ホンカワラアカハチ、アカハチホンカワラなどがある。

## 生涯
オヤケアカハチの生誕地は波照間島で、幼少の頃から豪傑としての頭角を表していたという話があるが、不詳。波照間島には生誕記念碑がある。
琉球王国（中山）側の歴史資料上には大浜の一豪族として登場している。曰く、「妻は石垣村の長田大主(なあた うふしゅ)の妹の古市（古乙姥、くいつば）。オヤケアカハチは八重山の首領として島民の広範な支持を背景に、中山への朝貢(ちょうこう)を2-3年断ち、さらには我が臣民である宮古を攻めたため、1500年2月13日に琉球軍の軍船大小100艘、琉球兵3,000人を送り込み、これを討ち取った。」とある。これがオヤケアカハチの乱である。
八重山・宮古に現存する諸史料を紐解くと、元来の宮古・八重山の両先島は琉球に属さない大平山（タイビンサン）という連合であったことが窺える。
代々宮古の首領一族である空広（ソラビー、仲宗根豊見親/なかそね とぅゆみゃ）が15世紀に入ってから中山王府に恭順して琉球の朝貢国となり、さらには八重山にも同様の主従を求めてきた。
それに対抗したオヤケアカハチ率いる八重山という構図である。
忠導氏家譜正統、長榮姓家譜大宗、八重山島年来記といった宮古・八重山に残る諸史料に共通して記されているのは、アカハチに全島民が同心し、厚い信頼を得ていたとあり、前述の「オヤケアカハチの乱」では男性島民だけにとどまらず、女性島民も沿岸に立ち呪詛によって琉球軍の侵攻に対抗したと記録されている。
現在、石垣島の崎原公園に鎮座する「オヤケ赤蜂之碑」の碑文によると、「石垣の土着神である『イリキヤアマリ神』の祭祀を琉球の尚真王が弾圧したため、1500年にオヤケアカハチが島民の先頭に立って反旗を翻して奮戦するも、討ち取られた。」のように記されている。また、大浜公民館近くには「オヤケアカハチ之像」があり、こちらの碑文には、「西暦1500年（明応9年）、当時の琉球王府への朝貢を拒否、反旗を翻した驚天動地のオヤケアカハチの乱の主人公・オヤケアカハチの銅像。－その人物像は独立心が強く、体つきが人並みはずれた大男、抜群の力持ち、髪は赤茶けた精悍な顔つきの若者－ と伝えられている。正義感が強く、島の自由のために先頭に立って権力にたち向い、八重山の人々から太陽と崇められ信望を一身に集めていた。爾来、今日まで英傑・オヤケアカハチの遺徳は石垣島の人々に『アカハチ精神』として受け継がれている。」のように記されている。
敗北したものの、琉球の侵攻から大平山を守ろうとしたオヤケアカハチは、先島諸島の英雄として現在に伝わっているほか、イリキヤアマリ神を伝える御嶽も石垣島に残っており、変わらず信仰の対象となっている。
現地の伝承ではオヤケアカハチの居宅は現在の大浜公民館の辺りとされるが、一部の学者は「フルスト原遺跡」をオヤケアカハチの居城跡に比定している。

## 洪吉童との同一人物説

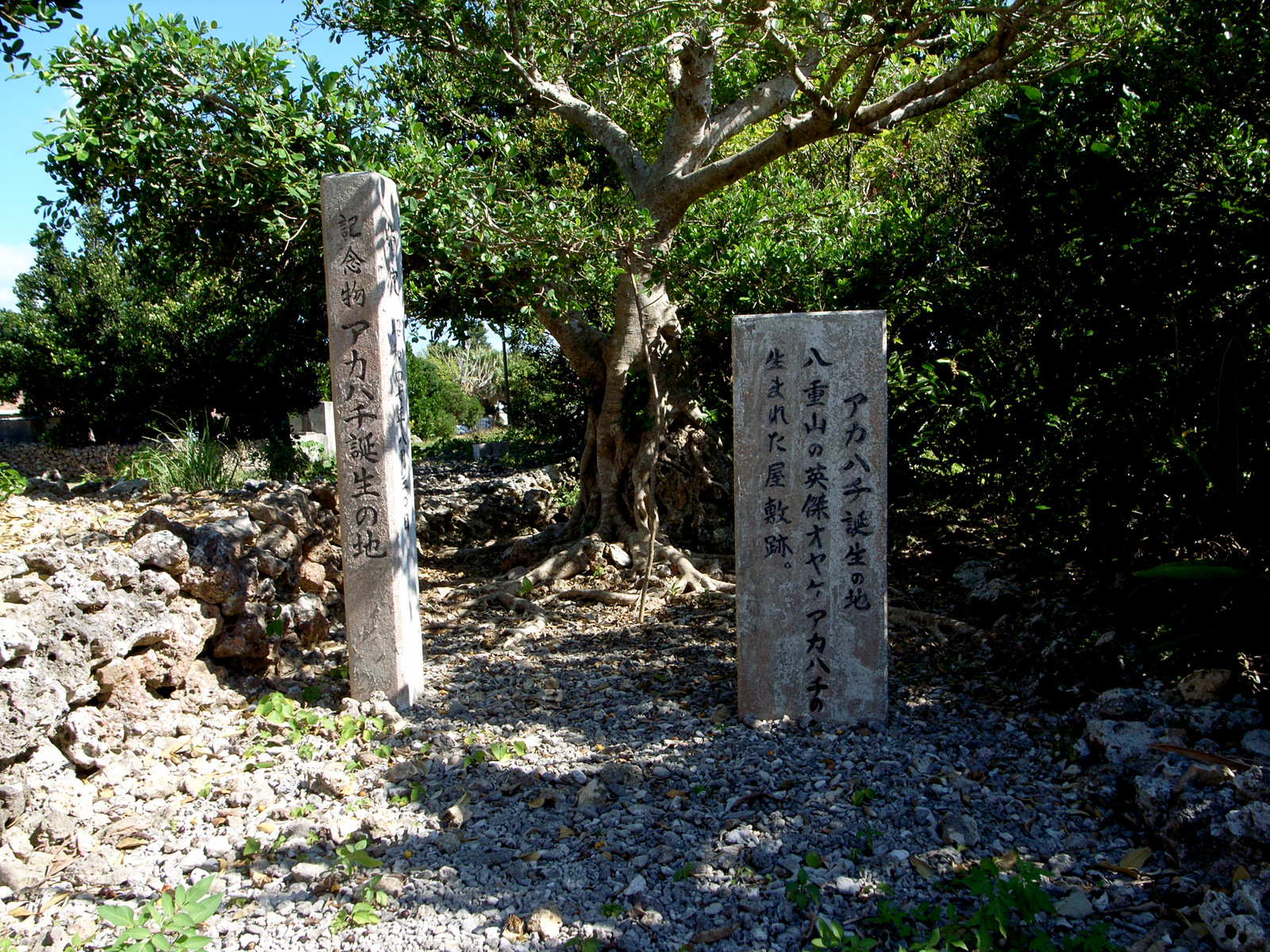
オヤケアカハチ生誕の地

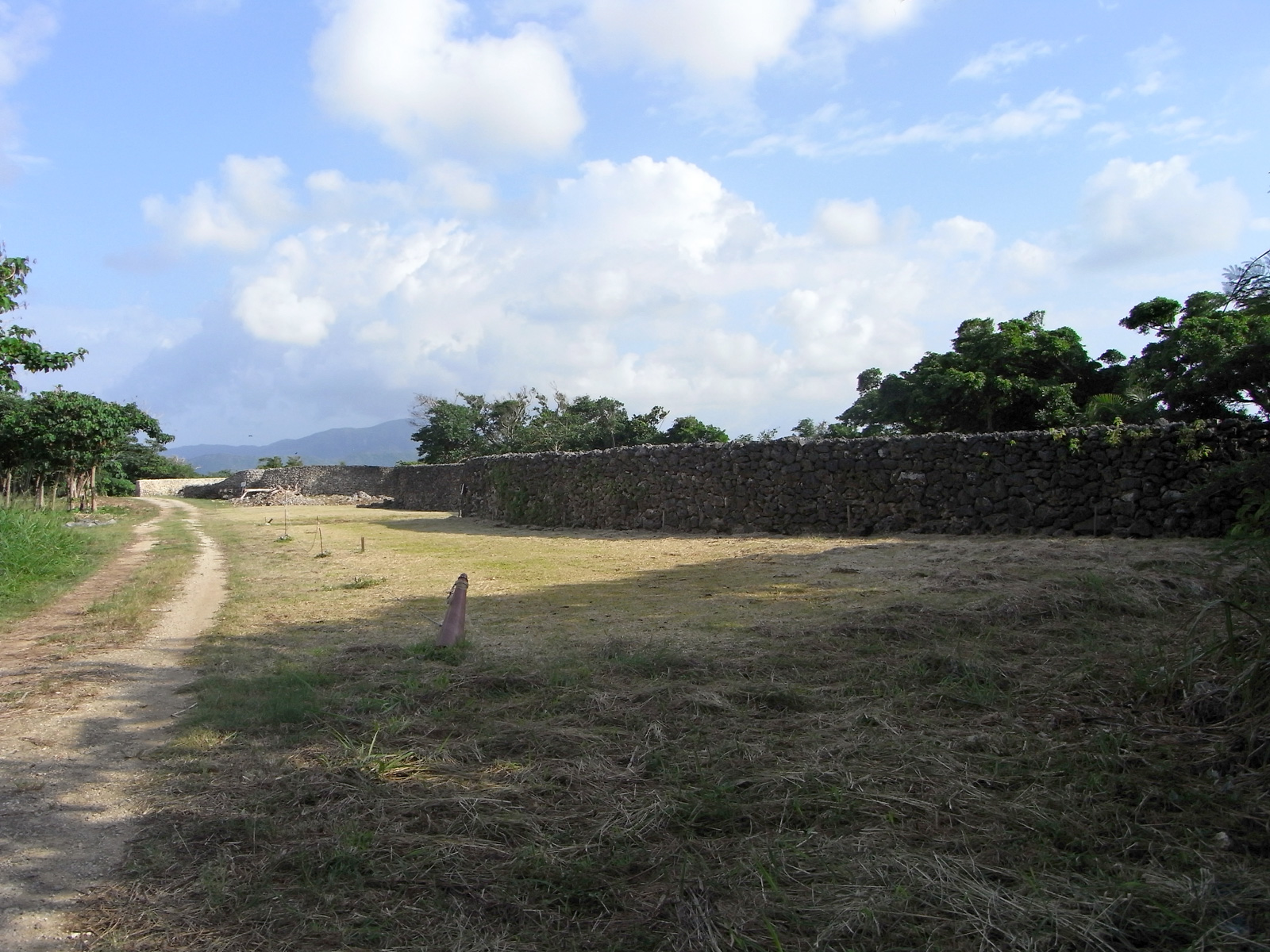
フルスト原遺跡（石垣市）

韓国には、小説『洪吉童（ホンギルトン）伝』の登場人物・洪吉童（ホンギルトン）とオヤケアカハチとの「同一人物説」を唱える者がおり、日本の「義経=ジンギスカン説」と似たかたちで受容されている。
ホンギルトンは韓国で大衆的人気が高いが、盗賊であり朝鮮王朝に対する反逆者というキャラクターであり、これが八重山諸島に逃れたという「同一人物説」を薛盛景（ソル・ソンギョン/当時・延世大学教授）と梁灌承（ヤン・コンスン）が唱えている。彼らは『ホンギルトンは粟島国に逃げ延びてホンカワラと名を偽り、そこで尊敬される指導者として民を苦しめる日本政府に対抗して戦い、このような事実が日本の歴史書にも記されている』と宣伝している。この同一人物説によって、オヤケアカハチがしばしば沖縄県と韓国との友好事業・行事の題材にされることがある。
しかし、ホンギルトンはあくまで架空の人物であり、史実では、李氏朝鮮の公式記録『李朝実録』（りちょうじつろく）燕山君6年（1500年）10月22日に、世間を騒がせた盗賊洪吉同（ホンギルトン）なる者が捕縛されたとの記録があるだけで、この犯罪者をモデルに書かれたのが前述の『洪吉童伝』である。17世紀初頭の朝鮮の身分制度と社会を風刺した小説で、主人公ホンギルトンたちは南海の楽園「粟島国」へ逃亡するという結末である。小説自体は風刺の意図を超え、痛快な義賊小説として多くの平民に愛され、朝鮮人の英雄像の一つとなっており、しばしば実在の人物だと錯覚を起こす者までいるほどの人気である。
2001年5月4日には、韓国南部の長城郡（チャンソンぐん）で「洪吉童国際学術シンポジウム」が開かれ、「同一人物説」について日韓の研究者が議論した。ただし、同シンポジウムについては沖縄県と韓国の相互交流という試みであり、歴史研究ではなく友好行事である。なお、韓国側が主張する「同一人物説」の根拠は15世紀末という時期的な一致やフルスト原遺跡（フルストばるいせき）から高麗製の陶磁器や古銭が出土したといった程度のものだけであり、日本側研究者の間では「韓国側の思い込み」「そもそもが小説の中の登場人物」として完全に否定されている。
2001年7月には、八重山諸島と韓国との友好イベントとして、オヤケアカハチと洪吉童（ホンギルトン）の同一人物説に基づいて創作された韓国の劇団による「ミュージカル・ホンガワラ」の公演が、石垣市で予定されたが、歴史教科書問題の再燃により同公演は直前で中止された。
北山京は、「韓国では、小説を人物実在の証拠として、衣装や風習は『もっと素晴らしかったに違いない』と勝手に想像し、根拠なく史実認定してしまう。分かりやすい例が檀君神話や『洪吉童伝』だ。400年前に許筠という人の書いた架空小説の主人公・洪吉童がいつの間にか実在の人物になっていて、しかも15世紀に琉球王府に抵抗した八重山の豪族・オヤケアカハチと同一人物だとの説まで出ているのである」「洪吉童が西暦1500年頃の秋に仲間とユートピアを求めて南に行き、南の国の王となったとの記録があり、『オヤケアカハチ・ホンガワラ』という名前が韓国語では、『民衆の指導者、ホンという名字の王』という意味になるとの珍説を恥ずかしげもなく披瀝し、更にそれを立証するのは両国の研究課題なのだと要求したそうである」「オヤケアカハチは琉球王・尚真との抗争で討ち取られているのだが、上記の説では何故か日本政府と戦ったことになっている。…さすがに韓国内でもキワモノ扱いされていると信じたい」と評している。

## イベント
2000年には石垣市大浜にて「第1回アカハチまつり」および「オヤケアカハチ慰霊祭」が行われた（主催:オヤケアカハチ500年　実行委員会）。なお、慰霊祭自体は「アカハチまつり」が始まる以前より、毎年の旧暦3月3日に執り行われている。

## 関連する作品など
- オヤケアカハチ - 伊波南哲（いば なんてつ）の叙事詩。
- オヤケアカハチ - 伊波南哲の叙事詩を原作に、重宗務（しげむね かずのぶ）・豊田四郎（とよだ しろう）が監督し、1937年に発表された映画（制作:東京発声映画製作所）。
- こども演劇オヤケアカハチ「太陽の乱」[11] - オヤケアカハチを題材にして、演出家平田大一（ひらた だいいち）が指導。八重山在住の小学校4年生～高校3年生の総勢80名の子供達が歌と踊りと郷土芸能で演ずる現代版組踊りの舞台。
- 奥田英朗（おくだひでお）の小説『サウスバウンド』では、オヤケアカハチの乱を中心としたオヤケアカハチのエピソードがとりあげられている。
- 富山大学薬学部により、カプシクム・キネンセを基に石垣島で品種改良され、2007年に品種登録された唐辛子「アカハチ」は、オヤケアカハチにちなむ。